# معتز زدام
معتز زدام (عربی: معتز الزدام؛ زادهٔ ۵ ژانویهٔ ۲۰۰۱) بازیکن فوتبال اهل تونس است.
از باشگاه‌هایی که در آن بازی کرده‌است می‌توان به باشگاه فوتبال اسپرانس تونس، باشگاه فوتبال والمیرا، و باشگاه فوتبال ستاره ساحلی اشاره کرد.
وی همچنین در تیم ملی فوتبال تونس بازی کرده‌است.